# マルティン・ガルシア・ガルシア
マルティン・ガルシア・ガルシア（スペイン語: Martín García García、1996年12月3日 - ）は、スペイン出身のピアニスト。

## 経歴
1996年、スペインのヒホンに生まれた。兄がピアノを弾いているのに憧れて、5歳でピアノを始めた。マドリードのソフィア王妃高等音楽院でガリーナ・エギザロヴァに師事したのち、ニューヨークのマネス音楽大学でジェローム・ローズに師事。
2021年8月、クリーヴランド国際ピアノコンクールで優勝。10月には第18回ショパン国際ピアノ・コンクールで第3位に入賞した。

## 出演
- 街角ピアノスペシャル「ガルシア・ガルシア 日本を行く」（2025年2月15日、NHK BS）[6]